# The Seventh Sign
Albums de Yngwie Malmsteen
Fire and Ice
(1992) I Can't Wait
(1994)
The Seventh Sign est le septième album studio du guitariste Yngwie Malmsteen. Il est sorti le 9 mai 1994 au Japon. Il marque la fin de sa période FM et le retour d'un Malmsteen plus direct avec des chansons plus énergiques et baroques. Le titre Brothers a été écrit en 1990 après le décès du frère d'Yngwie, Bjorn Malmsteen. Il n'était pas instrumental à l'époque mais lors de l'enregistrement, le guitariste a tout modifié

## Liste des titres
Toute la musique est composée par Yngwie Malmsteen.
| No  | Titre                 | Paroles                           | Durée |
| --- | --------------------- | --------------------------------- | ----- |
| 1.  | Never Die             | Yngwie Malmsteen                  | 3:29  |
| 2.  | I Don't Know          | Yngwie Malmsteen, Michael Vescera | 3:25  |
| 3.  | Meant to Be           | Yngwie Malmsteen                  | 3:52  |
| 4.  | Forever One           | Yngwie Malmsteen                  | 4:35  |
| 5.  | Hairtrigger           | Yngwie Malmsteen                  | 2:43  |
| 6.  | Brothers              | (instrumental)                    | 3:47  |
| 7.  | Seventh Sign          | Yngwie Malmsteen                  | 6:31  |
| 8.  | Bad Blood             | Yngwie Malmsteen, Michael Vescera | 4:25  |
| 9.  | Prisoner of Your Love | Amberdawn Malmsteen               | 4:27  |
| 10. | Pyramid of Cheops     | Yngwie Malmsteen                  | 5:10  |
| 11. | Crash and Burn        | Yngwie Malmsteen, Michael Vescera | 4:05  |
| 12. | Sorrow                | (instrumental)                    | 2:02  |

| 13. | Angel in Heat | Yngwie Malmsteen | 4:15 |

| 13. | In the Distance (instrumental) | Yngwie Malmsteen | 2:47 |

## Composition du groupe
- Yngwie Malmsteen - guitare, basse
- Mats Olausson - claviers
- Michael Vescera - chants
- Mike Terrana - batterie